# Osselle
Osselle ist eine Ortschaft und eine Commune déléguée in der französischen Gemeinde Osselle-Routelle mit 445 Einwohnern (Stand 1. Januar 2022) im  Département Doubs in der Region Bourgogne-Franche-Comté. 
Die Gemeinde Osselle wurde durch ein Dekret vom 21. Dezember 2015 mit Wirkung vom 1. Januar 2016 mit Routelle zur Commune nouvelle Osselle-Routelle zusammengelegt.

## Geographie
Osselle liegt auf 225 m, etwa 16 Kilometer südwestlich der Stadt Besançon (Luftlinie). Das Dorf erstreckt sich am westlichen Rand des Juras und am nördlichen Talrand des Doubs, der hier mit einem Bogen weit nach Süden ausgreift, am Fuß des Grand Bois.
Die Fläche des 7,68 km² großen Gebiets der Commune déléguée umfasst einen Abschnitt des Doubstals. Im Osten, Süden und Westen verläuft die Grenze entlang dem Doubs, der hier mit mehreren Windungen durch eine bis zu 2 km breite Talniederung um das Plateau des Grand Bois fließt. Im Doubstal befindet sich auch der Rhein-Rhône-Kanal. Nach Norden erstreckt sich das Areal der Commune déléguée auf das bewaldete Plateau von Grand Bois und Bois du Gîte, das durchschnittlich auf 280 m liegt. Diesem Plateau ist ein Hügel aufgesetzt, auf dem mit 384 m die höchste Erhebung von Osselle erreicht wird.
Nachbarorte von Osselle sind Routelle und Torpes im Norden, Boussières im Osten, Abbans-Dessous, Byans-sur-Doubs und Villars-Saint-Georges im Süden sowie Roset-Fluans im Westen.

## Geschichte
Die Fundstücke des gallorömischen Siedlungsplatzes Labourelle weisen darauf hin, dass das Gebiet der Commune déléguée von Osselle schon sehr früh besiedelt war. Erstmals urkundlich erwähnt wird Osselle im Jahr 1130 unter dem Namen Osella. Im Verlauf der Zeit wandelte sich die Schreibweise über Oselle (1584) und Oyselle (1677) zum heutigen Namen. Im Mittelalter gehörte Osselle zur Herrschaft Abbans. Zusammen mit der Franche-Comté gelangte das Dorf mit dem Frieden von Nimwegen 1678 definitiv an Frankreich.

## Sehenswürdigkeiten

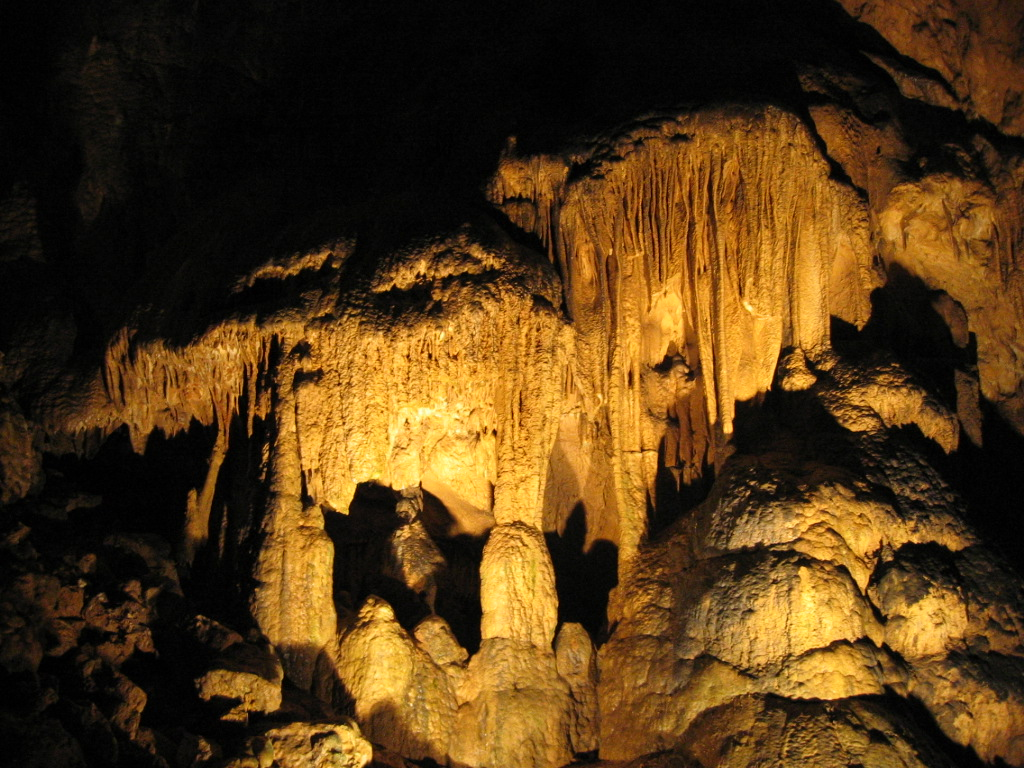
Grotte d'Osselle

- Die Dorfkirche Saint-Martin wurde 1725 an der Stelle eines Vorgängerbaus neu errichtet.
- Zu den Natursehenswürdigkeiten der Region zählt die Tropfsteinhöhle Grotte d’Osselle auf der linken Talseite des Doubs (auf dem Gemeindegebiet von Roset-Fluans).

## Bevölkerung
| Bevölkerungsentwicklung | Bevölkerungsentwicklung |
| Jahr                    | Einwohner               |
| ----------------------- | ----------------------- |
| 1962                    | 186                     |
| 1968                    | 191                     |
| 1975                    | 204                     |
| 1982                    | 223                     |
| 1990                    | 354                     |
| 1999                    | 349                     |
| 2013                    | 437                     |

Mit zuletzt 437 Einwohnern (Stand 1. Januar 2013) gehörte Osselle zu den kleinen Gemeinden des Départements Doubs. Nachdem die Einwohnerzahl in der ersten Hälfte des 20. Jahrhunderts deutlich abgenommen hatte (1911 wurden noch 317 Personen gezählt), wurde seit Beginn der 1960er Jahre ein kontinuierliches Bevölkerungswachstum verzeichnet.

## Wirtschaft und Infrastruktur
Osselle war bis weit ins 20. Jahrhundert hinein ein vorwiegend durch die Landwirtschaft (Ackerbau, Obstbau und Viehzucht) und die Forstwirtschaft geprägtes Dorf. Daneben gibt es heute verschiedene Betriebe des lokalen Kleingewerbes. Unterhalb von Osselle befindet sich ein Wasserkraftwerk. Mittlerweile hat sich das Dorf auch zu einer Wohngemeinde gewandelt. Viele Erwerbstätige sind Wegpendler, die in der Agglomeration Besançon ihrer Arbeit nachgehen. Osselle verfügt über ein Wassersportzentrum und einen Campingplatz am Doubs.
Die Ortschaft liegt abseits der größeren Durchgangsstraßen an einer Departementsstraße, die von Saint-Vit nach Quingey führt. Der nächste Anschluss an die Autobahn A36 befindet sich in einer Entfernung von ungefähr 14 Kilometern. Eine weitere Straßenverbindung besteht mit Torpes.